# Kay (vizir)
Pour les articles homonymes, voir Kay.
Kay est un ancien fonctionnaire égyptien vivant probablement sous la Ve dynastie. 
Il est principalement connu par son mastaba dans le nord de Saqqarah. Son mastaba à Saqqarah a été enregistré par Gaston Maspero qui lui a attribué le numéro D 19. 
La datation de Kay est incertaine. Aucune biographie n'est conservée dans sa tombe, aucun nom de roi n'est mentionné. Une date au milieu de la Ve dynastie a été proposée. D'autres préfèrent une date au début de la Ve dynastie.

## Titres
Kay détient un grand nombre de titres importants, ce qui en fait le plus puissant de son temps, juste après le roi.
Son titre principal était celui de vizir. Ses 51 titres, faisaient de lui le vizir avec le plus grand nombre de titres.
Parmi ses nombreux autres titres importants, il détenait ceux de surveillant des trésors, surveillant de la Haute-Égypte, surveillant des scribes du document du roi, surveillant des six grandes maisons et surveillant de toutes les œuvres royales du roi. Kay était le premier fonctionnaire égyptien avec le titre de surveillant des six grandes maisons ; cette fonction est devenue l'une des plus importantes à la cour royale durant la Ve dynastie et a continuée durant la VIe dynastie. 